# Huis ter Specke
Het Huis ter Specke is een woonhuis en voormalig adellijk huis in het Nederlandse dorp Lisse, provincie Zuid-Holland. Het huidige complex bestaat uit een 20e-eeuws woonhuis en een 18e-eeuws bouwhuis. Beide gebouwen zijn aangewezen als gemeentelijk monument.

## Geschiedenis
De eerste vermelding van een ‘stenen huis’ dateert uit 1343. De familie Van der Specke was overigens al sinds de 13e eeuw actief rondom Lisse. Dirck van der Specke (1250-1312) was een bastaardzoon van graaf Willem II en in 1329 werd een andere Dirck van der Specke door de graaf van Holland beleend met een stuk grond in Lisse.
Cornelis van der Laen werd in 1535 eigenaar van het goed. De familie Van der Laen liet hier rond 1600 een nieuw huis bouwen. Dit huis werd in 1627 bewoond door Isaac Abrahamsz Massa: hij was op dat moment getrouwd met Beatrix van der Laen en kon daarom in het huis van zijn schoonvader verblijven.
De familie Van der Laen raakte in de financiële problemen en in 1646 moesten de gebroeders Van der Laen het huis verkopen. Dat deden ze aan Adriaen Maertensz. Block, die getrouwd was met hun zuster Catharina. Adriaen zou in 1661 op het Huis ter Specke overlijden.
De familie Van Bijes liet rond 1700 het huis verbouwen en twee bouwhuizen toevoegen. Kort na 1740 werd het huis echter weer afgebroken; alleen het zuidelijke bouwhuis en de boerderij bleven behouden.
In 1952 werd de boerderij grotendeels afgebroken. De stenen die hierbij vrij kwamen, werden twee jaar later hergebruikt bij de bouw van het huidige woonhuis. Het 18e-eeuwse bouwhuis is in gewijzigde vorm blijven bestaan.

## Beschrijving
Het woonhuis is in 1954 gebouwd met de stenen van de twee jaar eerder afgebroken boerderij. Het huis in ontworpen door Leen Tol Jr in een traditionalistische stijl. Het telt één bouwlaag en wordt afgedekt door een zadeldak tussen twee tuitgevels. De vensters zijn voorzien van bakstenen ontlastingsbogen.
Het voormalige bouwhuis is begin 18e eeuw gebouwd. Nadien is dit bouwhuis verbouwd en kreeg de voorgevel een andere indeling, waarbij het rechterdeel van de gevel nog het meest in de oorspronkelijke staat is gebleven. Het huis is als koetshuis in gebruik geweest en is uiteindelijk omgebouwd tot een woning. Het bouwhuis bestaat uit één bouwlaag onder een schilddak met dakpannen.
Een neogotisch gietijzeren hek geeft toegang tot het complex.

### Herkomst van de naam
In de middeleeuwen werd met een speck of specke een knuppelpad bedoeld. In Lisse lag zo’n speck door het veengebied heen. De familie die hier grond bezat, ging zich hier naar noemen: Van der Speck.

## Afbeeldingen

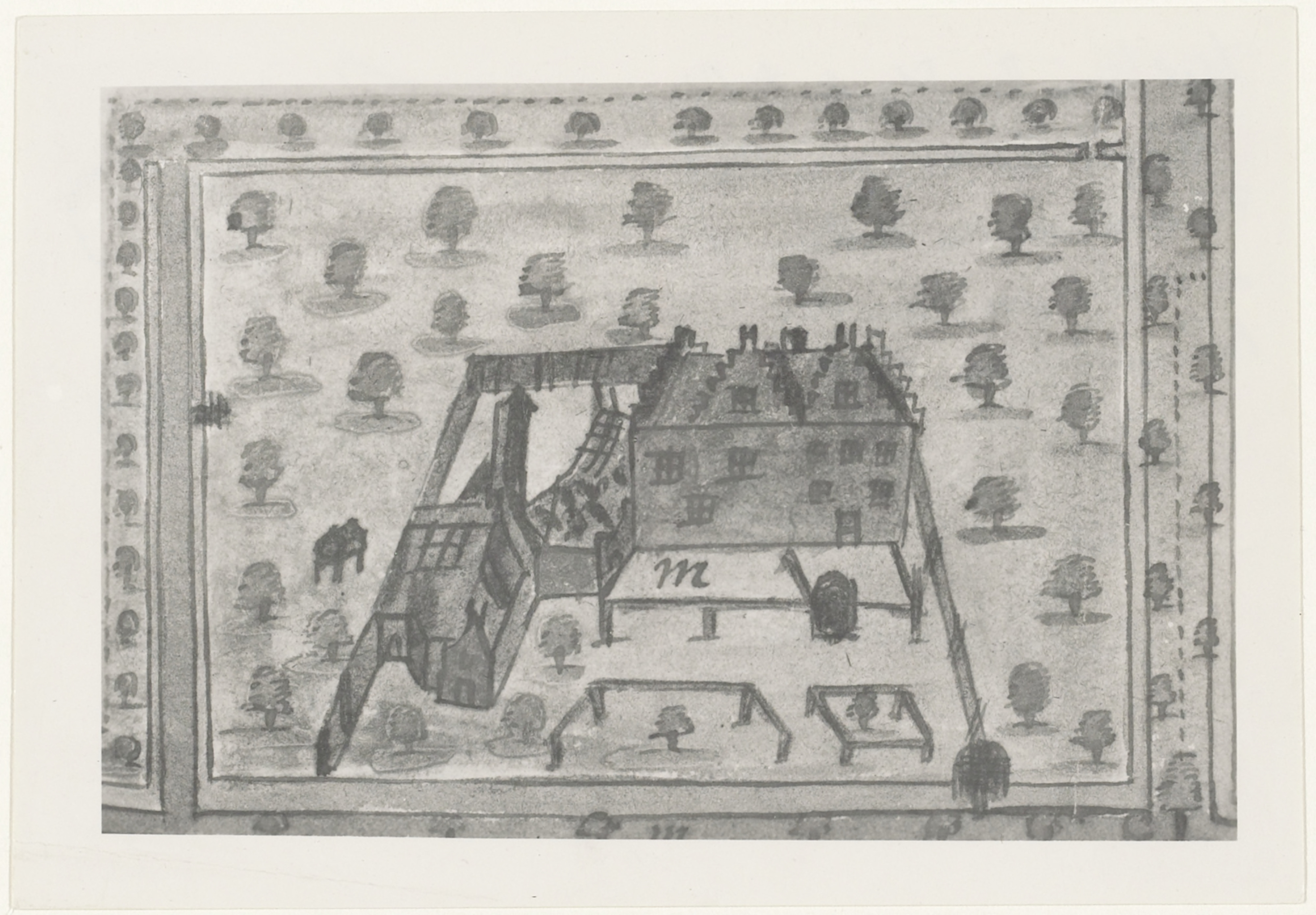
Huis ter Specke op een kaart uit 1638
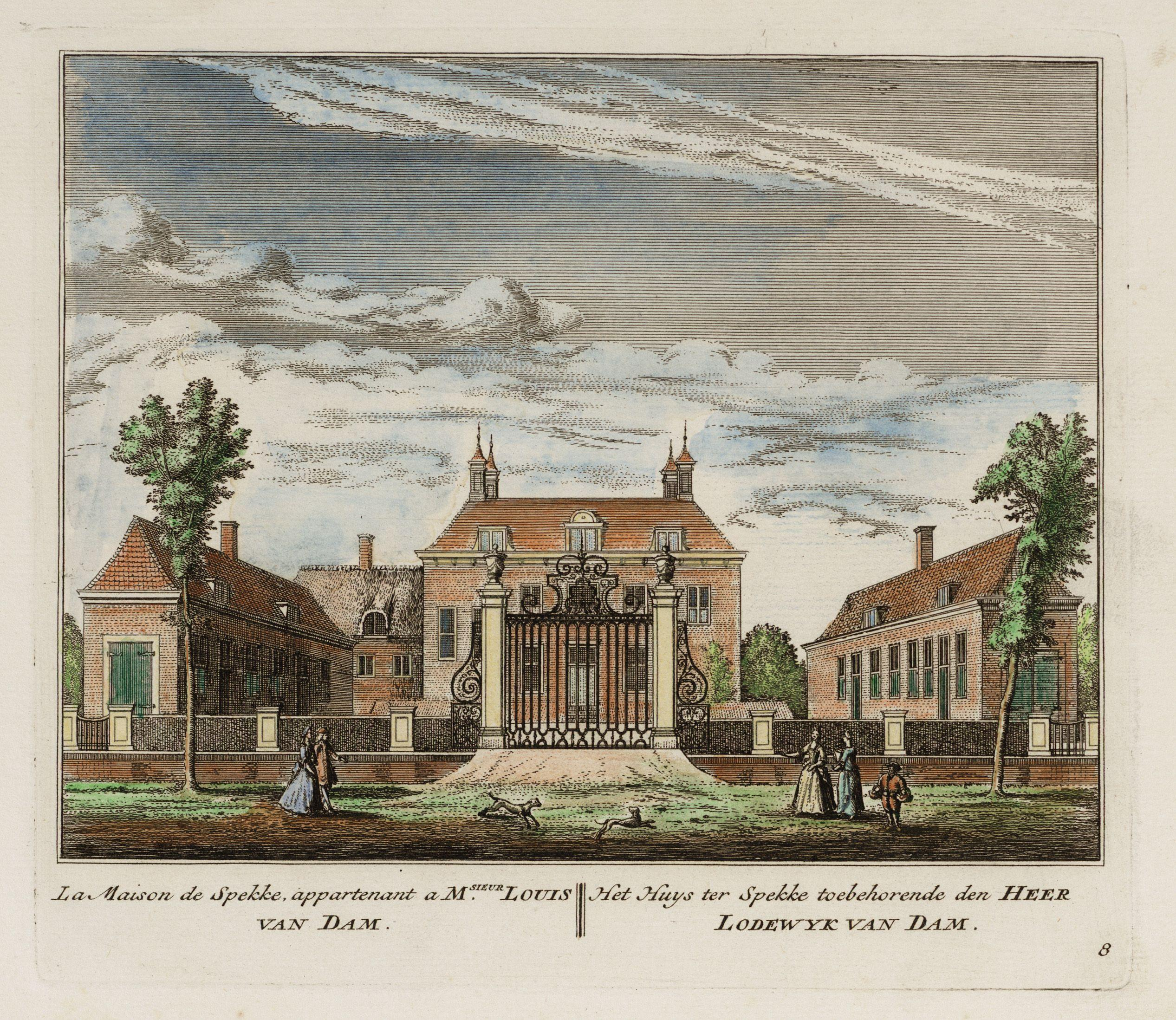
Het Huis ter Specke in 1732, getekend door Abraham Rademaker
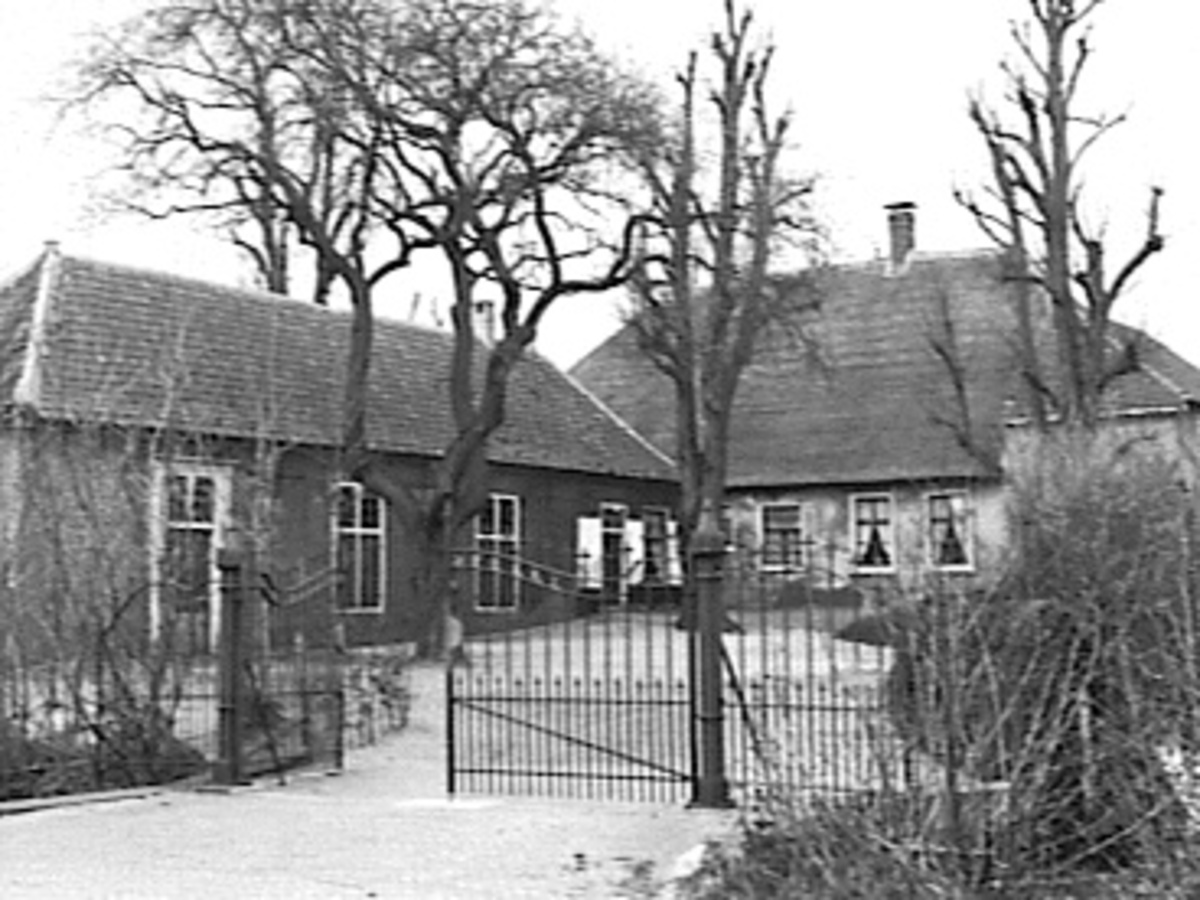
De boerderij en het bouwhuis in 1940
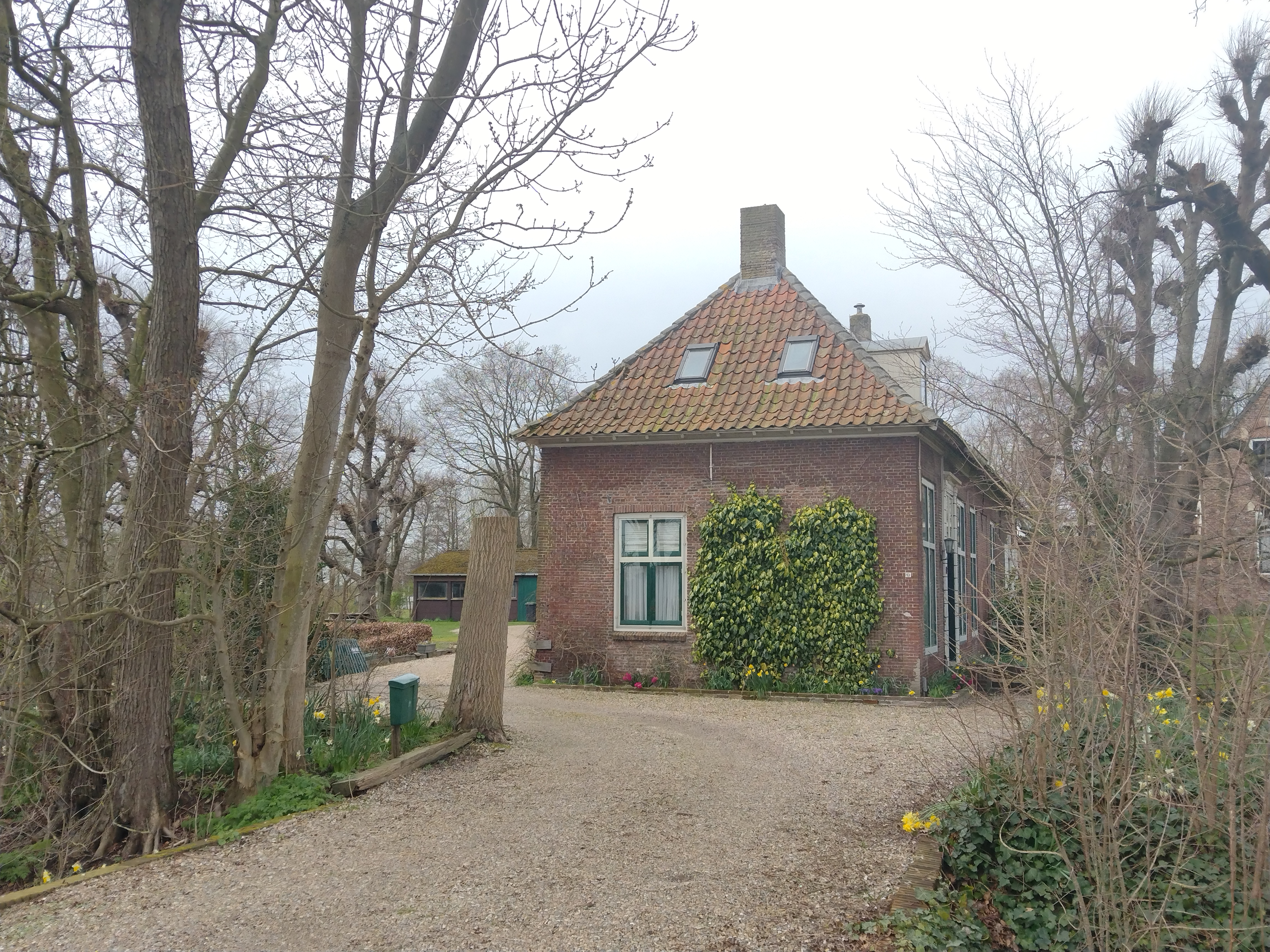
Het voormalige bouwhuis

Abbenbroek · Abspoel · Adegeest · Slot Alkemade ·  Altena · Arkelsburg · Bellesteyn · Huis ten Berghe · Binckhorst · Binnenhof · Blijdestein · Te Blotinghe · Boekenburg · Boekhorst · Boshuysen · Bulgersteyn · Burcht (Leiden) · Burcht (Voorne) · Slot Capelle · Coebel · Cranenburg · Crayestein · Cronesteyn · Crooswijk · Develstein · 't Huys Dever · Dirks Steenhuis · Ter Does · Duivenstein · Duivenvoorde · Endegeest · Endepoel · Foreest · Giessenburg · Gravensteen · Groot Haesebroek · 's Heeraartsberg · Hof van Wateringen · Holy · Slot Honingen · Kasteel van de Heren van Arkel · Kasteel van Gouda · Keenenburg · Kasteel Keukenhof · Klein Poelgeest · Huis te Langerak · Langestein · Huis te Liesveld · Ter Lips · De Loo · Madeburcht · Marenburch · Meerburg · Huis te Merwede · Huis ter Mey · Kasteel van der Meye · Niemandsvriend · Noordeloos · Oud-Berendrecht · Oud-Poelgeest · Oud Teylingen · Paddenpoel · Persijn · Groot Poelgeest · Hof van Putten · Puttensteyn · Landgoed De Raephorst · Kasteel Ravesteyn · Kasteel van Rhoon · Rijnegom · Rijnenburg · Huis te Riviere · Rodenburg · Hofstad Rodenrijs · Rodenrijs · Rosenburgh · Huis Roucoop · Santhorst · Schelluinderberg · Schonenburg · Kasteel van Schoonhoven · Souburgh · Spangen · Starrenburg · Huis ter Specke · Steenvoorde · Stenevelt · Slot Teylingen · Den Toll · Torenvliet · Slot Valckesteyn · Huis ter Waard · Warmont · Ter Weer · Hof van Wena · Kasteel Westerbeek · Huis te Woude · Kasteel van IJsselmonde · 't Zand · Huis Zevender · Kasteel aan de Zevender · Zijlhof · Zonneveld · Huis Zuidwijk · Zwieten